# 天比理刀咩命
天比理刀咩命、天比理乃咩命（あめ/あま の ひりとめ/ひりのめ の みこと）は、神道の女神。天太玉命の后神で、忌部氏（後に斎部氏）の祖神の一柱とされる。

## 表記
表記には、文献により以下のように異同がある。
- 天比理乃咩命（あまのひりのめのみこと）
『延喜式』神名帳による。
- 天比理刀咩命（あめのひりとめのみこと）
神名帳よりも古い成立の『続日本後紀』、『日本文徳天皇実録』、『日本三代実録』による。

この相違が起こったのは、元来正史にある天比理刀咩命と記すべきものを神名帳が誤って「刀」を「乃」と記載したためだとする説がある。

## 神階
- 「洲崎神社#神階」を参照。

## 祀る主な神社
- 洲崎神社（千葉県館山市）
- 洲宮神社（千葉県館山市）
- 安房神社（千葉県館山市）
- 品川神社（東京都品川区）
- 洲崎大神（神奈川県横浜市神奈川区）